# Gare d'Audun-le-Tiche-Mont
Ne doit pas être confondu avec Gare d'Audun-le-Tiche.
La gare d'Audun-le-Tiche-Mont, anciennement Deutsch-Oth Berg, est une ancienne gare ferroviaire française de la ligne de Fontoy à Audun-le-Tiche située sur le territoire de la commune d'Audun-le-Tiche dans le département de la Moselle en région Grand Est.
Mise en service en 1901, elle est fermée aux voyageurs en 1948.

## Situation ferroviaire
Établie à 355 m d'altitude, la gare d'Audun-le-Tiche-Mont était située au point kilométrique (PK) 16,357 de la ligne de Fontoy à Audun-le-Tiche entre la halte de Hirps et la gare d'Audun-le-Tiche. La différence de niveau avec cette dernière est de 54 m.

## Histoire
En 1871, alors qu'Audun-le-Tiche fait partie des communes annexées par l'Allemagne, aucun chemin de fer ne dessert ces régions riches en minerai de fer. De l'autre côté de la nouvelle franco-allemande, la Compagnie des chemins de fer de l'Est met en service en 1878 la ligne de Longwy à Villerupt-Micheville dont la gare culmine au-dessus d'Audun-le-Tiche. La Direction générale impériale des chemins de fer d'Alsace-Lorraine (EL) choisit quant à elle une solution plus facile pour desservir Audun-le-Tiche en partant de la gare d'Esch-sur-Alzette située au Grand-duché de Luxembourg et en remontant la vallée de l'Alzette ; depuis 1871, l'EL a remplacé les Chemins de fer de l'Est en tant que compagnie exploitante du réseau Guillaume-Luxembourg d'où part la ligne d'Esch-sur-Alzette à Audun-le-Tiche, inaugurée en 1880 tout comme l'embranchement de Rédange.
Bien que la question du franchissement des frontières ne soit pas un réel problème à l'époque de l'Empire allemand, la réalisation d'une ligne reliant directement Audun-le-Tiche au reste de l'Alsace-Moselle était intéressante, à la fois pour desservir les territoires ruraux et pour raccourcir le trajet des trains de minerai et de produits sidérurgiques en direction de Thionville. Ce projet se heurte toutefois à la topographie du versant oriental qui domine la ville. La section de Fontoy à Aumetz est mise en service en 1899.
La gare d'Audun-le-Tiche-Mont, alors appelée Deutsch-Oth Berg, est mise en service le 1er décembre 1901 par la Direction générale impériale des chemins de fer d'Alsace-Lorraine qui inaugure la section d'Aumetz à Audun-le-Tiche-Mont, alors en impasse. Il faut attendre le 11 mars 1904 pour que soit complétée la section menant à la gare basse d'Audun-le-Tiche au moyen d'une boucle hélicoïdale et d'un viaduc à tabliers métalliques, long de 360 m. 
L'ensemble de la ligne repasse en territoire français après l'armistice de 1918, administrée par les Chemins de fer d'Alsace-Lorraine (AL) qui reprennent également l'exploitation du réseau Guillaume-Luxembourg. L'AL est nationalisé en 1938, s'intégrant à la région Est de la SNCF. La SNCF supprime le trafic des passagers sur la ligne de Fontoy à Audun-le-Tiche le 5 mai 1948. La desserte des marchandises de la gare d'Audun-le-Tiche-Mont prend fin à une date inconnue.
Afin de remplacer les locomotives à vapeur de forte puissance qui évacuaient la production des mines et usines d'Audun-le-Tiche et Rédange, la ligne est électrifiée en 1962. Les derniers trains circulent au début des années 1990, la voie étant plus tard déposée[Quand ?].

## Patrimoine ferroviaire
Correspondant au plan type des gares secondaires du réseau Alsace-Lorraine construites après 1871, le bâtiment voyageurs (BV) de la gare d'Audun-le-Tiche Mont a été transformé en habitation. Il se compose d'un unique volume de trois travées sous bâtière débordante, les ouvertures du rez-de-chaussée sont à arc bombé et celles des fenêtres l'étage de forme rectangulaire. Une annexe en bois, peut-être pour les petites marchandises, était positionnée à droite.